# Orsenigo (Italie)
Orsenigo est une commune italienne d'environ 2 600 habitants, située dans la province de Côme, en Lombardie, dans le Nord-Ouest de l'Italie.

## Administration
| Période                                  | Période  | Identité     | Étiquette | Qualité |
| ---------------------------------------- | -------- | ------------ | --------- | ------- |
| 28 mai 2002                              | En cours | Licia Viganò |           |         |
| Les données manquantes sont à compléter. |          |              |           |         |

### Communes limitrophes
Albavilla, Albese con Cassano, Alserio, Alzate Brianza, Anzano del Parco, Cantù, Capiago Intimiano, Montorfano